# Еврейско-марокканский язык
Еврейско-марокканский язык — один из еврейско-арабских диалектов, на котором говорят евреи, живущие или ранее жившие в Марокко. Представляет собой разновидность арабского языка; относится к оседлой (старомагрибской, до-хилальской) группе диалектов. До 99 % всех носителей (250 тысяч) сейчас живут в Израиле. Около 8 тысяч носителей языка, живущих сейчас в Марокко (Касабланка, Фес, Марракеш), — в основном пожилые люди.
Часть марокканских евреев говорит по-берберски (см. еврейско-берберские диалекты).

## История и состав

### Историческая справка
В процессе широкого использования в еврейской общине на протяжении её долгой истории, еврейско-марокканский язык испытал влияния различных других языков, что привело к наличию заимствований:
- Из испанского — из-за непосредственной близости Испании
- Из хакетии[англ.] (марокканский еврейско-испанский язык, один из еврейско-романских языков)
- Из ладино — в связи с притоком сефардских беженцев из Испании после 1492 года
- Из французского — из-за периода, когда Марокко была колонией Франции

Язык также включает много слов и фраз из иврита (характерная черта всех еврейских языков).
Этот диалект обладает высокой взаимопонятностью с еврейско-тунисским арабским, некоторую взаимопонятность с еврейско-триполитанским арабским, но почти не имеет её с еврейско-иракским арабским.

### После 1948 года
Подавляющее большинство из 265 000 марокканских евреев после 1948 года эмигрировали в Израиль. Значительное количество евреев эмигрировали в Европу (в основном во Францию) и в Северную Америку. Хотя на сегодняшний день в Марокко проживают более 8000 евреев, для большинства представителей молодого поколения родным является французский язык. Некоторые из них говорят и на арабском, но этот язык больше похож на марокканский арабский, чем на еврейско-марокканский.
Большинство носителей еврейско-марокканского языка в Марокко живут в Касабланке и Фесе. 250 000 носителей этого языка в Израиле — двуязычны (они говорят также на иврите). И в Марокко, и в Израиле большинство носителей языка — пожилые люди.
В последнее время молодежь из марокканской общины Израиля начинает изучать еврейско-марокканский язык, пытается оживить этот язык и добиться его распространения для сохранения марокканской культуры. Начали появляться книги на иврите с включением слов на еврейско-марокканском. С этим языком связаны несколько израильских интернет-сайтов, в их числе «Кускус». Открылся первый марокканский театр в Израиле.

## Фразы на еврейско-марокканском
Привет: שלמה šlāma / שלמה עליכ šlāma ʿlik 

До свидания: בשלמה bšlāma / בשלמה עליכ bšlāma ʿlik 

Спасибо: מרסי mersi 

Да: ייוה ēywa 

Нет: לא lā 

Как поживаете?: אשכברכ? āš iḫbark? 

Нормально, спасибо: לבש, מרסי lābaš, mersi 

Нормально/Нет проблем: לבש lābaš